# Robert III Estienne
Pour les articles homonymes, voir Estienne.
Robert III Estienne, fils de Robert II Estienne, est un imprimeur français.

## Biographie
Il fut élevé par le célèbre Desportes, qui lui inspira le goût de la poésie. Il commença à exercer l'imprimerie en 1572, et deux après, il eut le brevet d'imprimeur du roi. Il traduisit du grec en français les deux premiers livres de la Rhétorique d'Aristote, et les imprima lui-même en 1629, in-8°. Il prend en tête de cet ouvrage le titre de poète et interprète du roi pour les langues grecque et latine.
C'était un homme de beaucoup d'esprit, ayant la repartie vive et piquante. On lui a accordé aussi un talent particulier pour les devises, et on cite celle qu'il fit pour le duc de Sully, grand-maître de l'artillerie ; elle représentait un aigle tenant la foudre dans une de ses serres, avec ces mots au bas : Quo jussa Jovis (« Je vole où Jupiter l'ordonne »).
Il mourut en 1630 sans postérité.
Outre la traduction de la Rhétorique d'Aristote et plusieurs petites pièces de vers en grec et en latin, on a encore de lui :
1. Vers chrétiens au comte du Bouchage, 1587, in-4° ;
2. Discours en vers au connétable de Montmorency, 1595, in-4° ;
3. Épître de Grégoire de Nysse touchant ceux qui vont à Jérusalem, traduite en français, avec une préface contre l'abus des pèlerinages modernes, écrite avec assez de liberté pour avoir fait soupçonner que l'auteur n'était pas éloigné des principes des protestants.

Il fut le maître du célèbre imprimeur Jean Jannon.